# Clavelina breve
Clavelina breve is een zakpijpensoort uit de familie van de Clavelinidae. De wetenschappelijke naam van de soort is voor het eerst geldig gepubliceerd in 1997 door Claude Monniot.